# 崔永乾
崔永乾（1944年1月—），中华人民共和国政治人物、外交官。1964年至1970年，就讀於北京外國語學院法語系。
1970年至1975年，在北京外交人員服務局任職，並擔任法國駐華使館中文秘書。1975年至1983年，轉至馬達加斯加使館任中文秘書。1983年至1986年，任中華人民共和國駐布基納法索使館三秘、二秘。1986年至1988年，擔任北京外交人員服務局職稱評審辦公室副主任。1988年至1993年，在外交部非洲司任二秘、一秘、副處長、處長。1993年至1997年，任駐幾內亞使館政務參贊。1998年，任中华人民共和国驻中非大使。2001年，接替孙昆山担任中华人民共和国驻刚果民主共和国大使。2005年，由范振水接任。
2005年至2007年，擔任外交部部長特別代表及中國政府特使等職位，其間共八次訪問非洲國家。2006年至2010年，任中國國際問題研究基金會副理事長兼秘書長。
现任中非友好协会理事、中国亚非发展交流协会副会长等。